# Karl Zener
Karl Edward Zener (* 22. April 1903 in Indianapolis, Indiana; † 27. September 1964 in Durham, North Carolina) war ein US-amerikanischer Psychologe, der für seine gemeinsame Arbeit mit Joseph Banks Rhine auf dem Gebiet der außersinnlichen Wahrnehmung bekannt wurde.

## Leben

Zenerkarten

Zener entwickelte zusammen mit Joseph Banks Rhine die nach ihm benannten Zenerkarten, mit denen potentielle telepathische Fähigkeiten von Probanden nachgewiesen werden sollten. Die Zenerkarten haben dieselbe Grundfarbe und tragen je eines von fünf verschiedenen Symbolen (Kreis, Kreuz, 3 Wellenlinien, Quadrat, fünfzackiger Stern) in den Farben Gelb, Rot, Blau, Schwarz und Grün, von denen jeweils fünf Exemplare vorhanden sind.

## Familie
Karl Zener war der ältere Bruder des Physikers Clarence Melvin Zener.